# Тменов, Тамерлан Русланович
Тамерла́н Русла́нович Тме́нов (род. 27 июля 1977, Орджоникидзе) — российский дзюдоист, заслуженный мастер спорта России, экс-капитан сборной команды России по дзюдо. Выступал в супертяжёлом весе (свыше 100 кг).

## Карьера
Бронзовый призёр Олимпийских игр 2000 года и серебряный призёр Олимпийских игр 2004 года, многократный призёр чемпионатов мира, 7-кратный чемпион Европы, чемпион Европы в абсолютной категории, многократный чемпион России.
В 2001 году награждён медалью ордена «За заслуги перед Отечеством» II степени, а в 2006 году — медалью ордена «За заслуги перед Отечеством» I степени.
На чемпионате мира в Рио-де-Жанейро в 2007 году, в возрасте 30 лет, уступил французскому дзюдоисту Тедди Ринеру, которому на момент победы было всего 18 лет и 5 месяцев, что сделало победителя самым молодым чемпионом мира в истории дзюдо среди мужчин.
14 июля 2010 года Тменов завершил свою спортивную карьеру. В настоящее время — один из вице-президентов Федерации дзюдо России.